# Пјесме о ослобођењу Србије и Црне Горе
Пјесме о ослобођењу Србије и Црне Горе, или како их је Вук Стефановић Караџић назвао Пјесме јуначке новијих времена о војевању за слободу, циклус су српске епске народне поезије који говори о српским борбама са Османлијама у 18. и почетком 19. вијека у Црној Гори, Херцеговини и Србији. Посебна цјелина ових пјесама је о устанка у Србији почетком 19. вијека. У овом циклусу највише пјесама је из Црне Горе, а оне говоре о мјесним, племенским или појединачним борбама са Осмалијама, о турским пљачкашким походима, о отмицама и одбрани стада.
У циклус Пјесама о ослобођењу Србије и Црне Горе спадају сљедеће пјесме:
- Бој на Мишару
- Бој на Салашу
- Бој на Чокешини
- Женидба Тодора од Сталаћа (Вук Караџић, 1845)
- Кнез Иван Кнежевић
- Лазар Мутап и Арапин
- Перовић Батрић
- Почетак буне против дахија
- Растанак Кара-Ђорђија са Србијом
- Три сужња
- Пропаст Косова и Метохије